# Манкидян, Мария Тереза
Мари́я Тере́за (Мариам Терезия; англ. Mariam Thresia), урождённая Тереза (Тере́зия) Чираме́ль Манкидя́н (англ. Thresia Chiramel Mankidiyan, сир. ܡܪܬܝ ܡܪܝܡ ܬܪܣܝܐ; 26 апреля 1876, Путенчира, Княжество Кочин, Британская Индия — 8 июня 1926, Кузьхиккаттуссери, Княжество Кочин, Британская Индия) — монахиня Сиро-малабарской католической церкви и основательница Конгрегации Святого Семейства; святая Римско-католической церкви.

## Биография
Родилась в деревне Путенчира (в современном округе Триссур, штат Керала) в обедневшей дворянской семье. Крещена спустя неделю после рождения и наречена Терезой в честь Терезы Авильской. В 1884 году её мать пыталась уговорить 8-летнюю Терезу отказаться от суровых постов и ночных бдений, но безуспешно; в 1886 году девочка поклялась оставаться целомудренной. После смерти матери в 1888 году она решила посвятить себя молитвам в местной приходской церкви. 
С 1904 года Тереза стала называться Марией (Мариам), после того как её было видение от Пресвятой Девы Марии. В 1902— 1905 годах подверглась нескольким попыткам экзорцизма, проведёнными Иосифом Витхаятхилом по указанию местного епископа. Витхаятхил стал её духовным наставником ещё в 1902 году и оставался им вплоть до самой смерти Терезы.

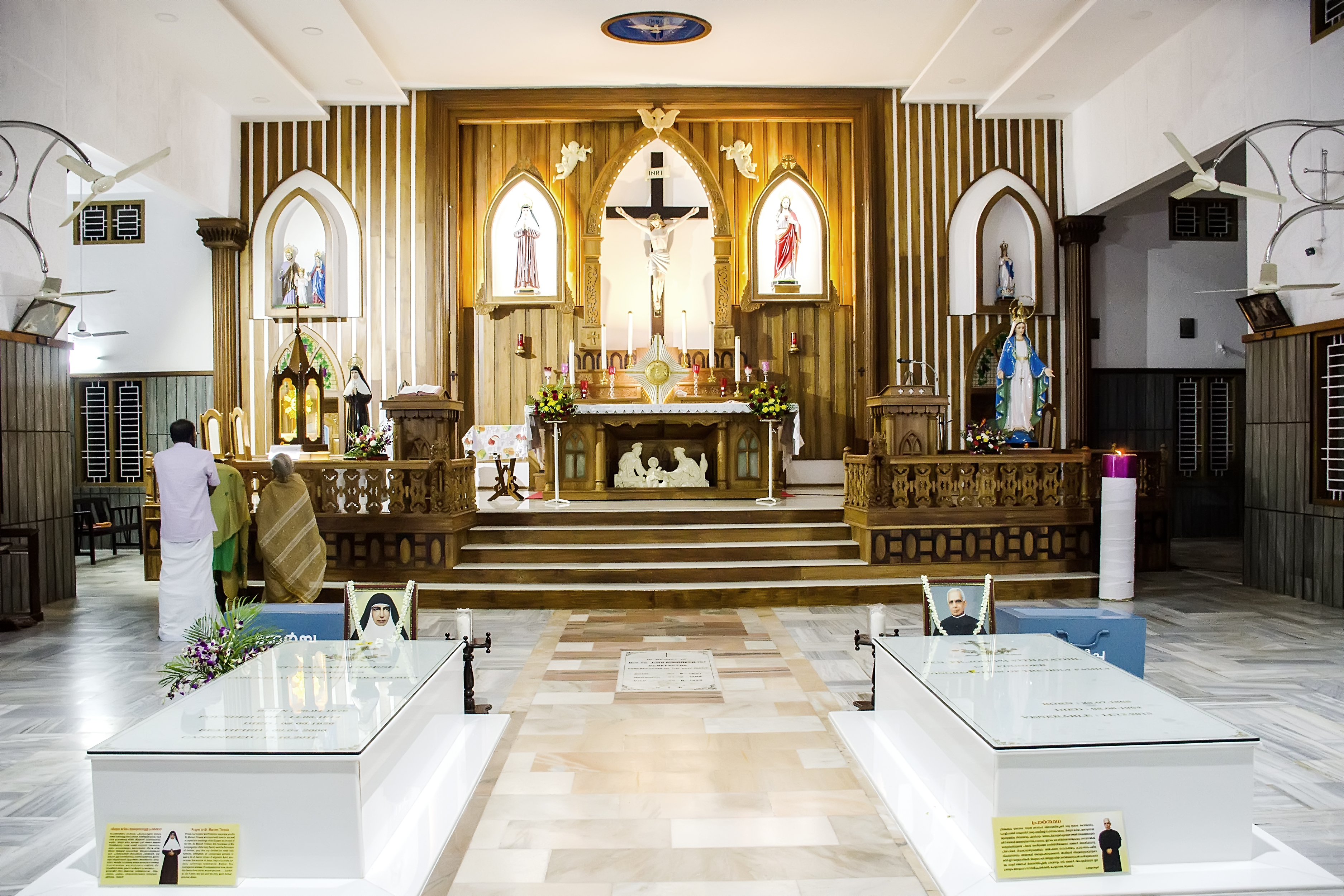
Рака святой Марии Терезы

В 1903 году архиепископ Тричура Иоанн Менахери отказал ей в просьбе построить дом уединения, после того, как она вместе с тремя друзьями взялась религиозно просвещать бедняков. Вместо этого Менахери предложил ей присоединиться к какому-нибудь монашескому ордену. Мария Тереза в разное время состояла новой Конгрегации францисканских кларистов и в ордене кармелитов в Оллуре, но оба раза задерживалась там ненадолго. В 1913 году открыла приют в родной Путенчире, а 14 мая 1914 года основала Конгрегацию Святого Семейства. Мария Тереза посвятила себя заботе и помощи бедным и нуждающимся, утешала одиноких, заботилась о больных, ухаживала за умирающими и присматривала за сиротами. Конгрегация Святого Семейства базируется в Керале и имеет миссии в Северной Индии, Италии, Германии и Гане.
Скончалась 8 июня 1926 года из-за загноившейся раны на ноге, которую осложнил сахарный диабет. Её последними словами были: «Иисус, Мария и Иосиф; я отдаю вам своё сердце и свою душу».

## Прославление
Известна частыми видениями и экзальтациями, а также ношением стигматов, которые впервые появились в 1905 году и которые она тщательно скрывала. Ей приписывают многочисленные чудеса.
В 1973 году провозглашена слугой Божьей. Причислена к лику блаженных 9 апреля 2000 года папой Иоанном Павлом II. Канонизирована папой Франциском 13 октября 2019 года.